# Gymnofobie
Gymnofobie is een specifieke fobie voor naaktheid, die aanzienlijk dieper gaat dan het normale schaamtegevoel.
De naam is afkomstig van het Griekse γυμνός gumnós, naakt en φόβος phóbos, angst.
Lijders aan deze fobie ervaren sterke spanning of angst als ze andere mensen naakt zien, maar ook hun eigen naaktheid kan angstige reacties oproepen. Niet alleen de directe confrontatie met naaktheid (erotische films, naturisme etc.) veroorzaakt de angst, maar ook gedachten of dromen over naaktheid kunnen fobische symptomen tot gevolg hebben.
De fobie kan een uiting zijn van een bredere angst voor seksualiteit (erotofobie), maar kan ook samenhangen met een zekere onvrede met het eigen lichaam (vgl. dysmorfofobie). Soms roept naaktheid associaties op met onveiligheid of gebrek aan bescherming.